# Rutledal
Rutledal är en by i Gulens kommun i Vestland fylke i västra Norge. Byn ligger där fylkesväg 57 möter fylkesväg 602, på södra sidan av Sognefjorden. Den har, som en del av fylkesväg 57, färjeförbindelse med orten Rysjedalsvika i Hyllestads kommun, på andra sidan fjorden. Den har även färjeförbindelse med orten Krakhella på ön Sula i Solunds kommun.